# Leymeriaster
Leymeriaster is een geslacht van uitgestorven zee-egels uit de familie Hemiasteridae.

## Soorten
- Leymeriaster campestris van der Ham, Jagt & Janssens, 2011 †